# 六甲全山縦走
六甲全山縦走（ろっこうぜんざんじゅうそう）は六甲山系を通って兵庫県神戸市須磨浦公園から宝塚までの全長56kmを1日で歩く大会。主催者の神戸市は「KOBE六甲全山縦走大会」（KOBEろっこうぜんざんじゅうそうたいかい）という名称を使用している。

## 概要
大会は2日に分けて行い、約半分を歩く「半縦走大会」も実施される。コースは須磨浦公園 - 須磨アルプス - 高取山 - 菊水山 - 掬星台 - 一軒茶屋 - 宝塚を通る。参加人数は1975年の第1回大会から2019年の第45回大会までの間に延べ160,214人に上り、その内の83.8%にあたる134,320人が完走した。

## 歴史
六甲全山縦走路は、新田次郎の小説『孤高の人』で知られる登山家、加藤文太郎のエピソードにちなんで整備された（須磨に住んでいた加藤文太郎は、わずか1日で須磨から宝塚まで歩き、さらに須磨まで歩いて戻ったという）。六甲全山縦走は1925年1月に須磨浦公園の敦盛塚から宝塚まで行ったことが始まりとなっている。翌年には「第1回六甲山脈大縦走」と して、宝塚から須磨への逆縦走で開催した。
1970年代前半（昭和40年代後半）、神戸市では市民の余暇を考える余暇開発課を設置した。その中で登山、ハイキングの需要と、六甲山の活用が出てきた。そして、六甲山系を縦走してみたいが一人では 不安という市民を対象に、全縦大会を開こうと話が進んだ。個人にチャンスを与える大きなきっかけとなった。最初は神戸市が主催者で、1975年の勤労感謝の日に「第1回六甲全山縦走大会」を開催した。安全面からの検討を重ねた結果、参加対象を神戸市在住または在勤者に限った。第3回から全縦市民の会が発足し、神戸市と共催になった。第9回から参加者が減少したため、第12回以降、神戸市外の参加者も受け入れており、約6割が神戸市外の参加者である。新型コロナウイルス感染症流行の影響で第46回、第47回大会は中止となり、第48回大会は規模を縮小し、大会は1日で「半縦走大会」は実施しないことになった。前回の大会は4300人が参加したが、定員は1800人に縮小する。

## 写真

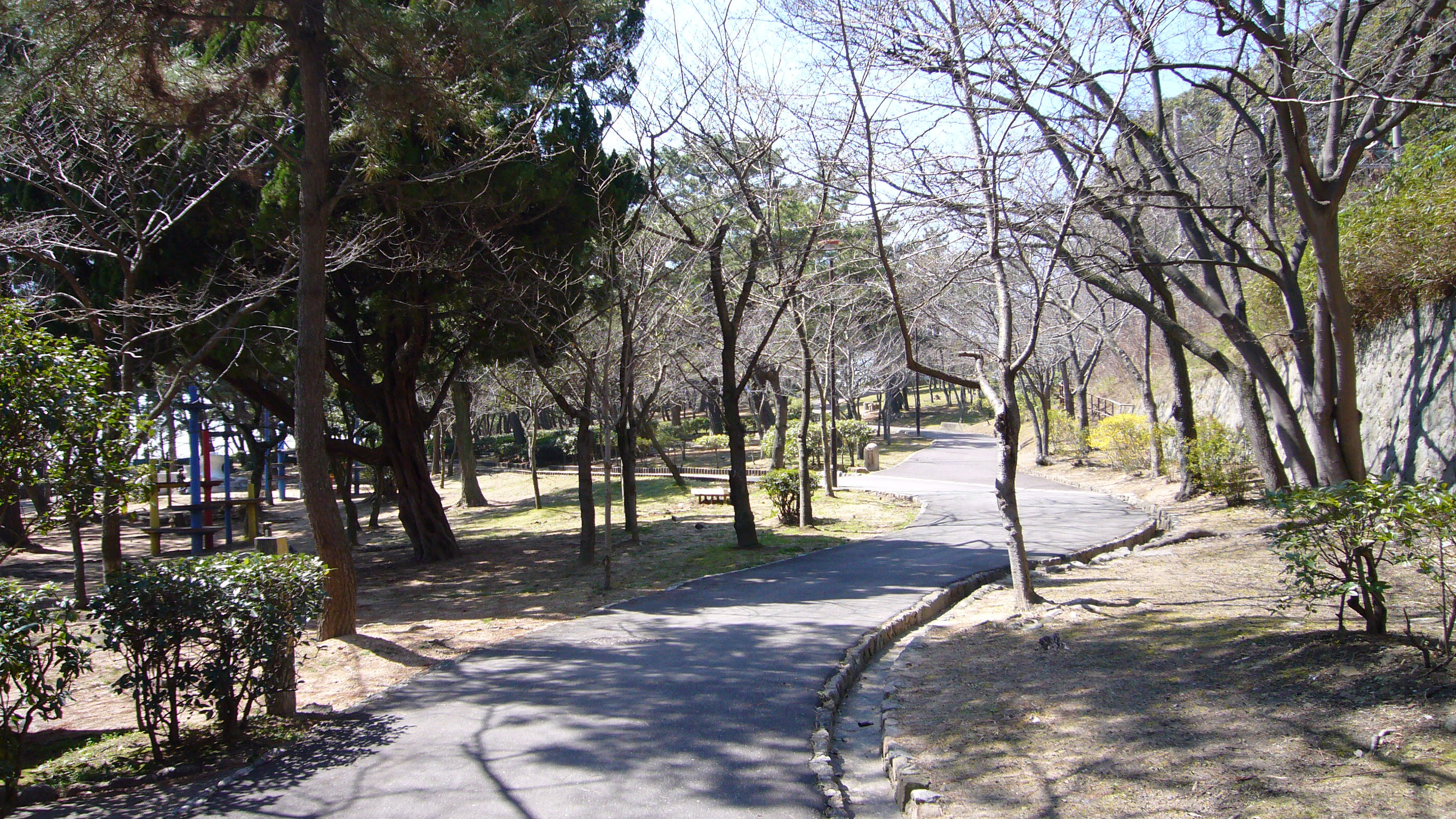
出発地点の須磨浦公園
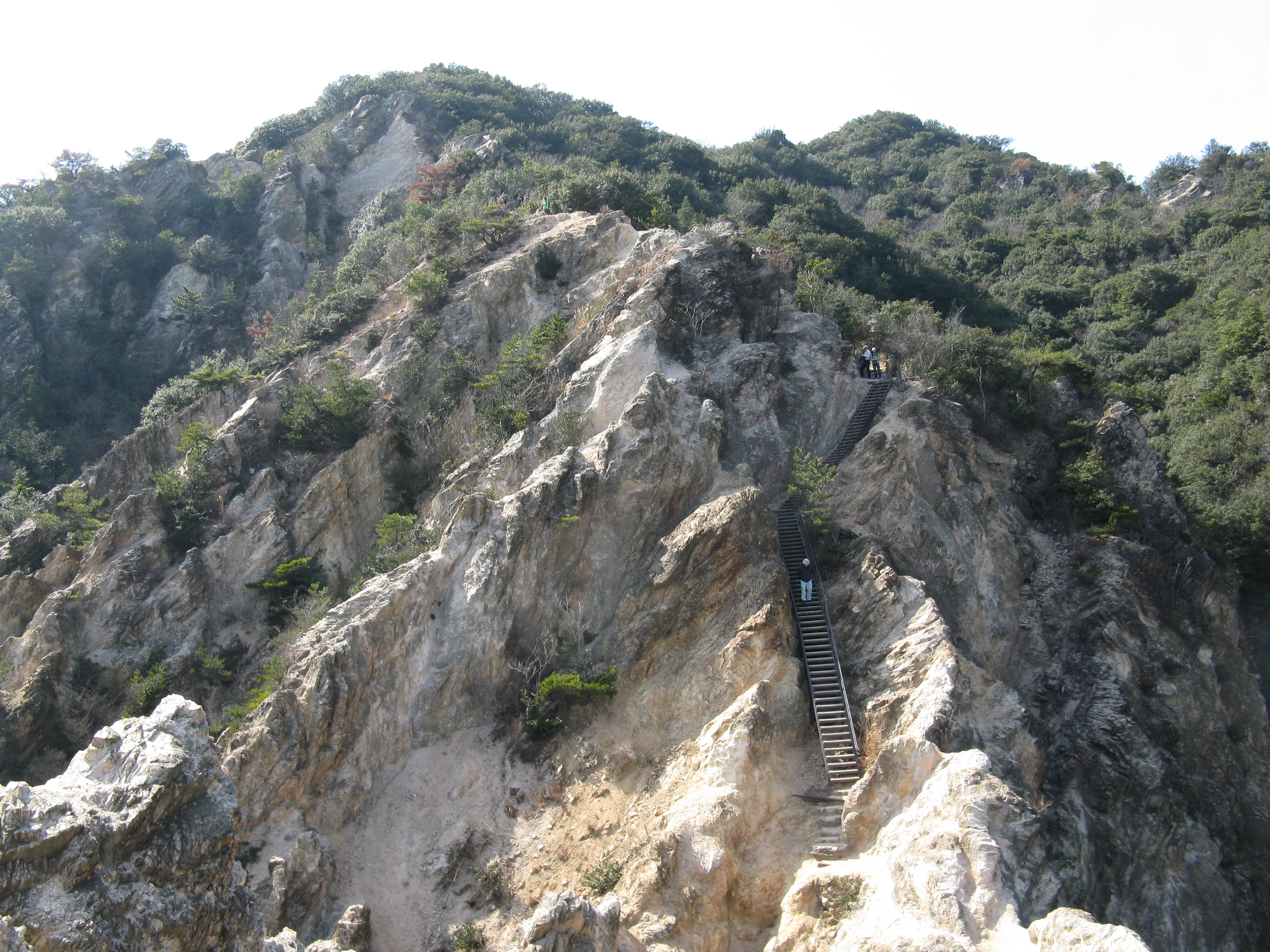
須磨アルプス
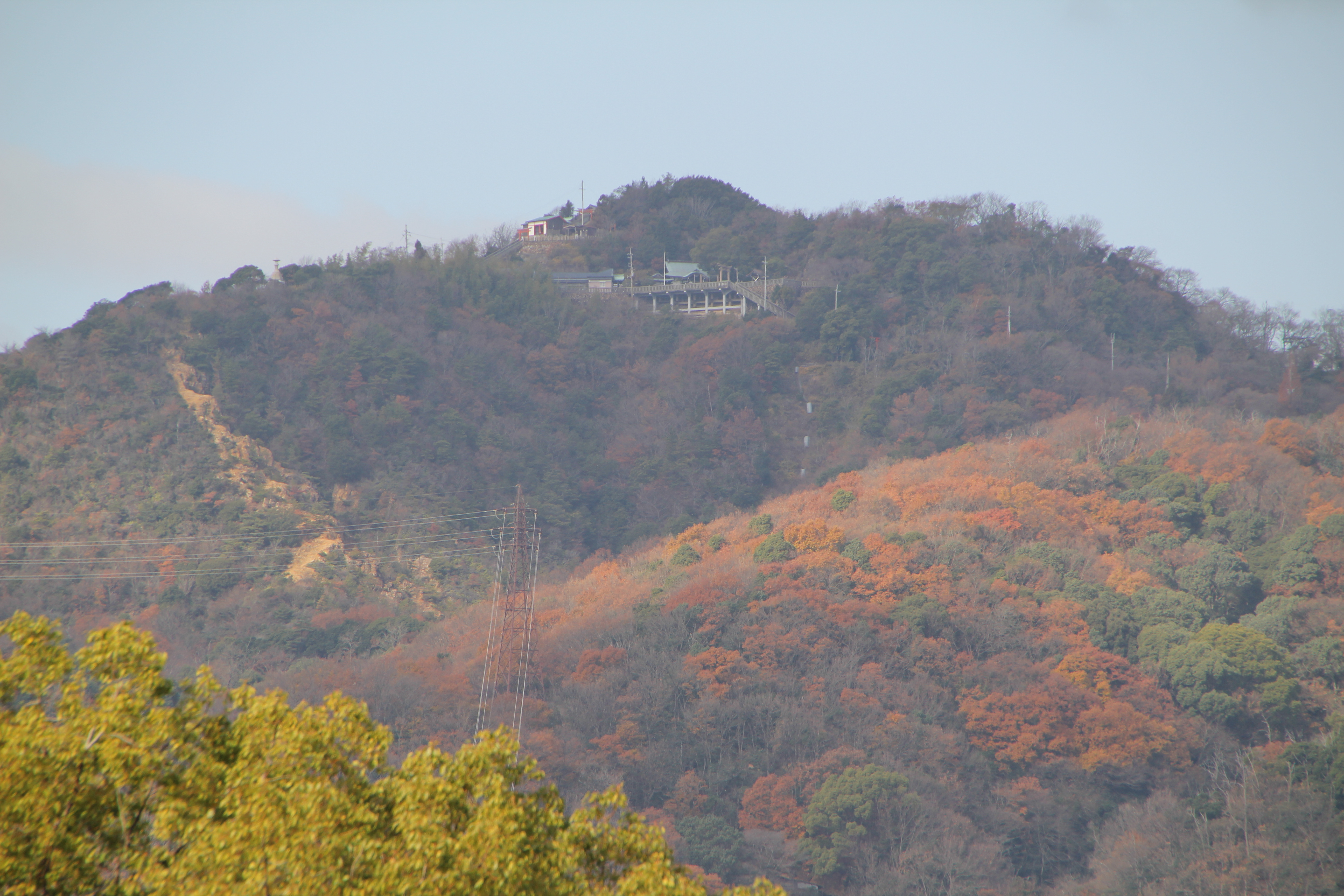
高取山
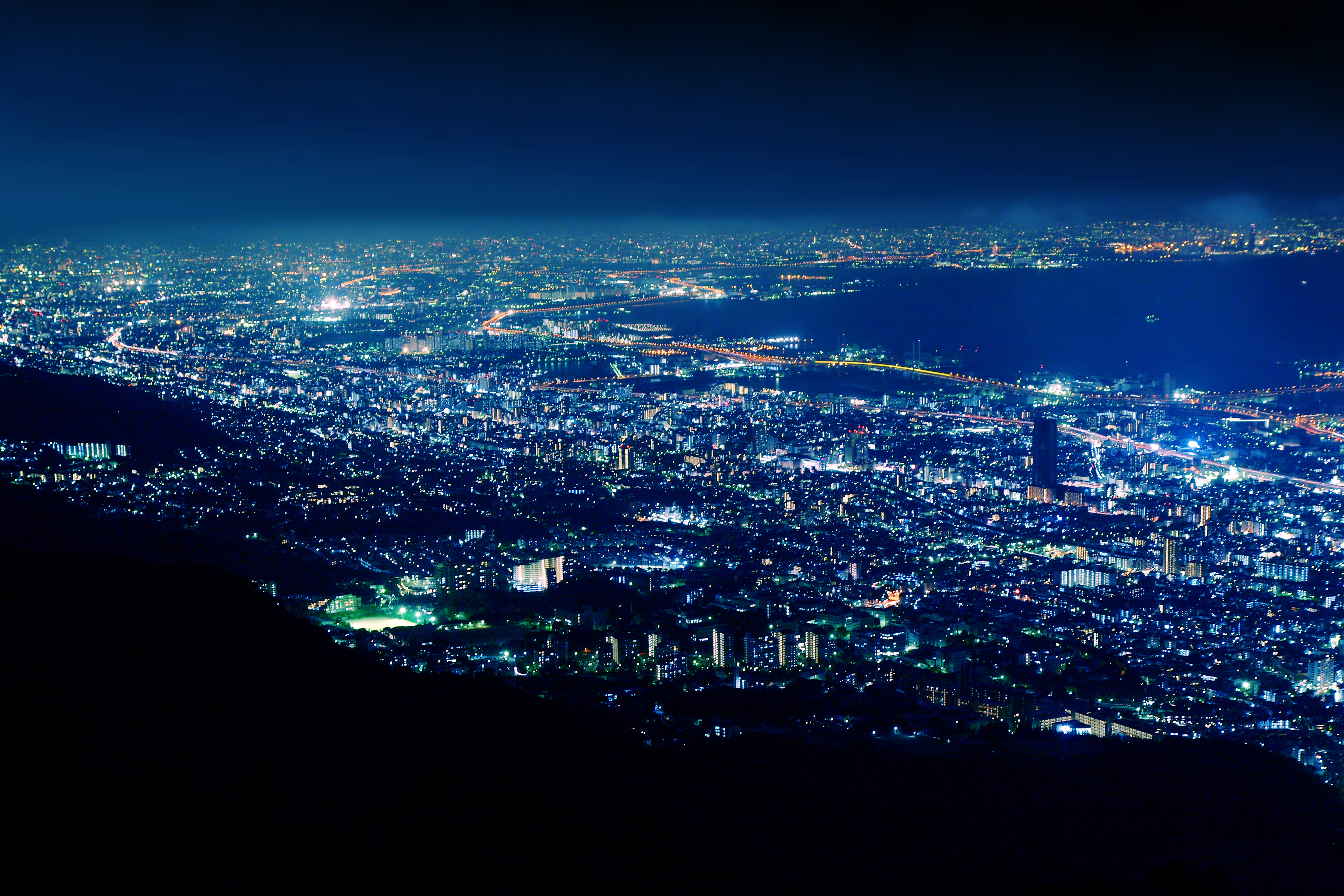
掬星台からの景色
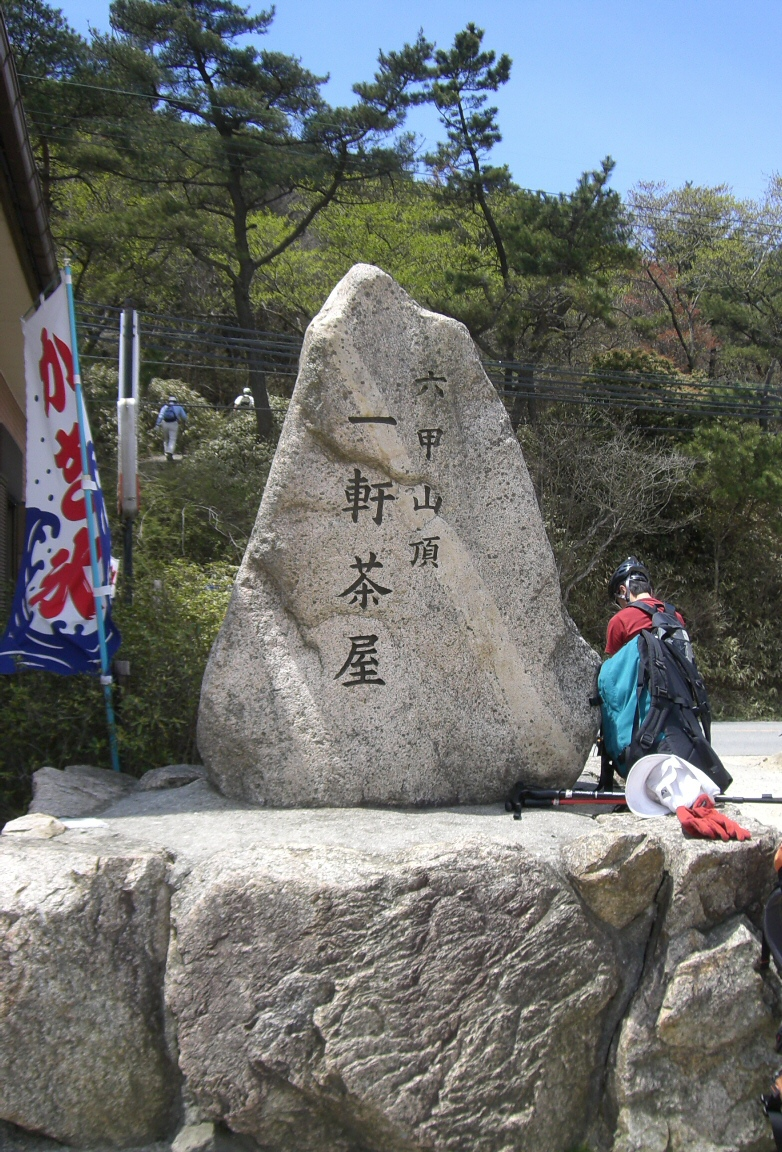
一軒茶屋